# Berlínská konference

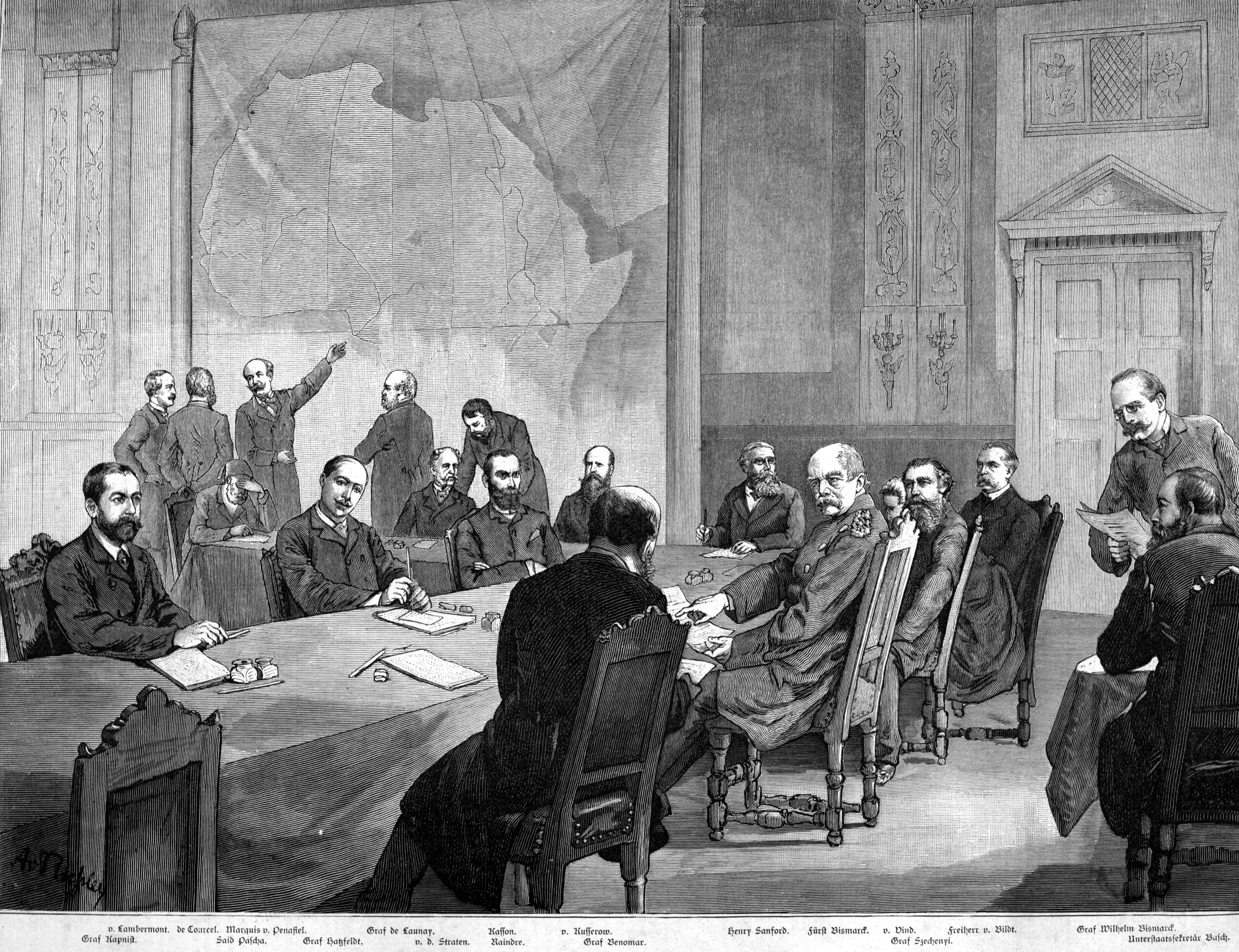
Zástupci evropských mocností na konferenci

Berlínská konference (německy Kongokonferenz) bylo mezinárodní jednání, které se konalo na přelomu let 1884 a 1885 v Berlíně. Jejím cílem bylo regulovat jak tehdejší evropskou expanzi do Afriky, tak tamější obchod. Konference byla odrazem rychlého vzestupu Německa jako světové velmoci. Byla svolána Portugalskem a zorganizována kancléřem Otto von Bismarckem. Jejím výsledkem byla všeobecná dohoda, která se považuje za formalizaci rozdělení Afriky. Konference byla začátkem období zvaného dělení Afriky, tedy zvýšené kolonialistické aktivity evropských zemí a zároveň konce zavedených forem samosprávy v Africe.

## Historické souvislosti
Vzhledem k hojnosti cenných surovin vzrostl začátkem 80. let 19. století evropský zájem o Afriku. Poté, co Stanley prošel v letech 1874 – 77 povodím Konga, a odstranil tak poslední části Terra incognita z evropských map, přizval ho Leopold II. Belgický do jím založené Mezinárodní africké společnosti. Tato společnost měla za cíl průzkum a civilizování kontinentu. O dva roky později (1878) založená Mezinárodní konžská společnost měla více cílů, především ekonomických. Tím se odlišovala od Mezinárodní africké společnosti, která působila spíše jako filantropické hnutí. Leopold II. tajně vykoupil cizí podílníky a v letech 1879 – 1885 vyslal Stanleyho do Konga s posláním zorganizovat tam stát, který byl později znám jako Svobodný konžský stát. Současně byl na výpravě v Kongu francouzský námořní důstojník Pierre de Brazza, který vztyčil francouzský prapor na pravém břehu řeky, v místě dnešního Brazzaville. Vzhledem ke svým úmluvám s Konžskou říší, mělo na území nároky rovněž Portugalsko, a tak uzavřelo 28. února 1884 dohodu s Británií, aby odřízlo Konžské společnosti přístup k Atlantiku.
I ostatní evropské mocnosti získávaly své opěrné body v Africe. V roce 1881 obsadila Francie pravobřežní část Konga a Tunisko, což bylo jedním z důvodů, proč se Itálie přiklonila k Trojspolku. V r. 1882 Britové okupovali formálně turecký Egypt, který na druhé straně ovládal Súdán a část Afrického rohu (pozdější Britské Somálsko). V. r. 1884 Francie obsadila Guineu.

## Konference
Leopold II. přesvědčil Francii a Německo, že společný obchod v Africe je v nejlepším zájmu těchto tří zemí. Z portugalské iniciativy pozval Otto von Bismarck zástupce Belgie, Dánska, Francie, Itálie, Nizozemí, Rakousko-Uherska, Ruska, Spojeného království, Spojených států, Španělska, Švédska a Turecka do Berlína, aby vypracovali společnou politiku. Spojené státy americké svého zástupce na konferenci nevyslaly.

## Úmluva
Všeobecná úmluva řešila ve 38 článcích následující body:
- Svobodný konžský stát je ve vlastnictví Konžské společnosti (jde o území dnešní Demokratické republiky Kongo).
- Všichni účastníci konference (14 států) budou moci provozovat volný obchod v povodí Konga a jezera Ňasa a východně odtud na jih od 5° severní šířky.
- Lodní doprava na řekách Niger a Kongo je svobodná.
- Mezinárodní obchod s otroky je zakázán.
- Uplatňuje se princip efektivity (viz níže), aby se zabránilo formálnímu vyhlašování kolonií.
- Veškeré nové zábory na africkém pobřeží musí být oznámeny všem signatářům úmluvy.

Úmluva byla první mezinárodní dohodou o sférách vlivu, která ukládala jejím signatářům nějaké povinnosti.

### Princip efektivity
Princip efektivity stanovuje, že mocnosti mohou držet kolonie, pouze jestliže je ovládají. Jinými slovy: mají-li dohody s místními vládci, vyvěsily-li na území svoji vlajku, ustanovily-li nad ovládaným územím administrativní správu s policejními silami zajišťujícími pořádek. Koloniální mocnost musela rovněž území hospodářsky využívat. V případě, že koloniální mocnost neprovedla tyto úkony, mohla to udělat jiná mocnost a území takto převzít. A tak se stalo podstatným získat místní vládce k podpisu smlouvy o protektorátu a mít dostatečné síly k ochraně území.

## Agenda

Evropské zábory v Africe v r. 1913.
Belgie
Francie
Itálie
Německo
Portugalsko
Spojené království (Velká Británie)
Španělsko
Nezávislé země

- Portugalsko – Británie Portugalci představili projekt, kde stávající kolonie Angola a Mosambik byly propojeny mezilehlým vnitrozemím. Tento projekt schválily všechny přítomné země s výjimkou Velké Británie.
- Francie – Británie Přímka spojující město Say na Nigeru s městem Baroua na severovýchodním pobřeží jezera Čad oddělila sféry vlivu Francie (severně) a Velké Británie (jižně). Povodí Nilu mělo být britské a povodí jezera Čad francouzské. K tomu bylo stanoveno, že hranice povede mezi 11. a 15. rovnoběžkou severní šířky, přičemž mezi 21. a 23. poledníkem východní délky bude země nikoho.
- Francie – Německo Území severně od přímky protínající město Miltou a 14. poledník východní délky bude francouzské, jižně německé.
- Británie – Německo Území oddělí přímka spojující město Yola s výběžky jezera Čad.
- Francie – Itálie Itálii připadne vše na sever od spojnice průsečíku obratníku Raka a 17. poledníku východní délky k průsečíku 15. rovnoběžky severní šířky a 21. poledníku východní délky.

## Důsledky
Dělení Afriky se po Berlínské konferenci urychlilo, a to i v územích označených jako sféry vlivu, protože evropské mocnosti musely postupovat podle principu efektivity. Zejména do střední Afriky jezdily výpravy, aby uzavřely smlouvy s místními vládci, třeba i za použití síly.
Během několika let byla Afrika jižně od Sahary přinejmenším formálně rozdělena. V roce 1895 zde byly následující nezávislé státy:
- Libérie, založená s podporou USA pro navrácené otroky.
- Habeš původní stát, který v první italsko-habešské válce v letech 1895 a 1896 odrazil italskou invazi z Eritrey.
- Oranžský svobodný stát, který podlehl britské invazi v roce 1902
- Jihoafrická republika, která podlehla britské invazi v roce 1902
- Maroko, které podlehlo evropské invazi až v roce 1912.